# Demsus
Demsus (románul Densuș, németül Demsdorf) falu Romániában, Erdélyben, Hunyad megyében.

## Fekvése
Hátszegtől 12 km-re nyugatra fekszik.

## Története
1360-ban Domsus, 1404-ben Domsos, 1504-ben Dompsos, 1733-ban Demsus néven említették. Első említésekor, 1360-ban Dusa nevű kenéze és Dalk nevű román papja bukkant fel.
A 16–20. században ortodox (majd görögkatolikus) és református gyülekezete is volt, amelyek közösen használták középkori templomát. 1701-ben a környék református nemesei demsusi székhellyel szervezték újra egyházukat. 1808-ban járási székhely volt.
1910-ben Hunyad vármegye Hátszegi járásához tartozott. Legnagyobb birtokainak tulajdonosai Simén Béla (bérelte Dušan Milošević), Mara László, br. Lónyay Menyhért és Margit és a község voltak. Híres gyümölcstermesztő falu volt, almát exportra is termelt. Az 1930-as években a kobakalma (cucurbetos), úri (domnești), júliusi csíkos (dungate de iulie), júliusi piros (roșii de iulie), szürke (suri), bánáti (bănățesc) és reinette rose fajtákat termesztették.

## Népessége
- 1850-ben 1254 lakosából 1065 volt román, 145 cigány és 36 magyar nemzetiségű; 1206 görögkatolikus, 24 római katolikus, 15 református vallású.
- 1900-ban 823 lakosából 754 volt román, 64 magyar és 5 német anyanyelvű; 761 görögkatolikus, 26 református, 21 római katolikus, 9 unitárius és 5 zsidó vallású.
- 2002-ben 392 román nemzetiségű lakosából 353 volt ortodox, 26 pünkösdista, 7 baptista és 6 adventista vallású.

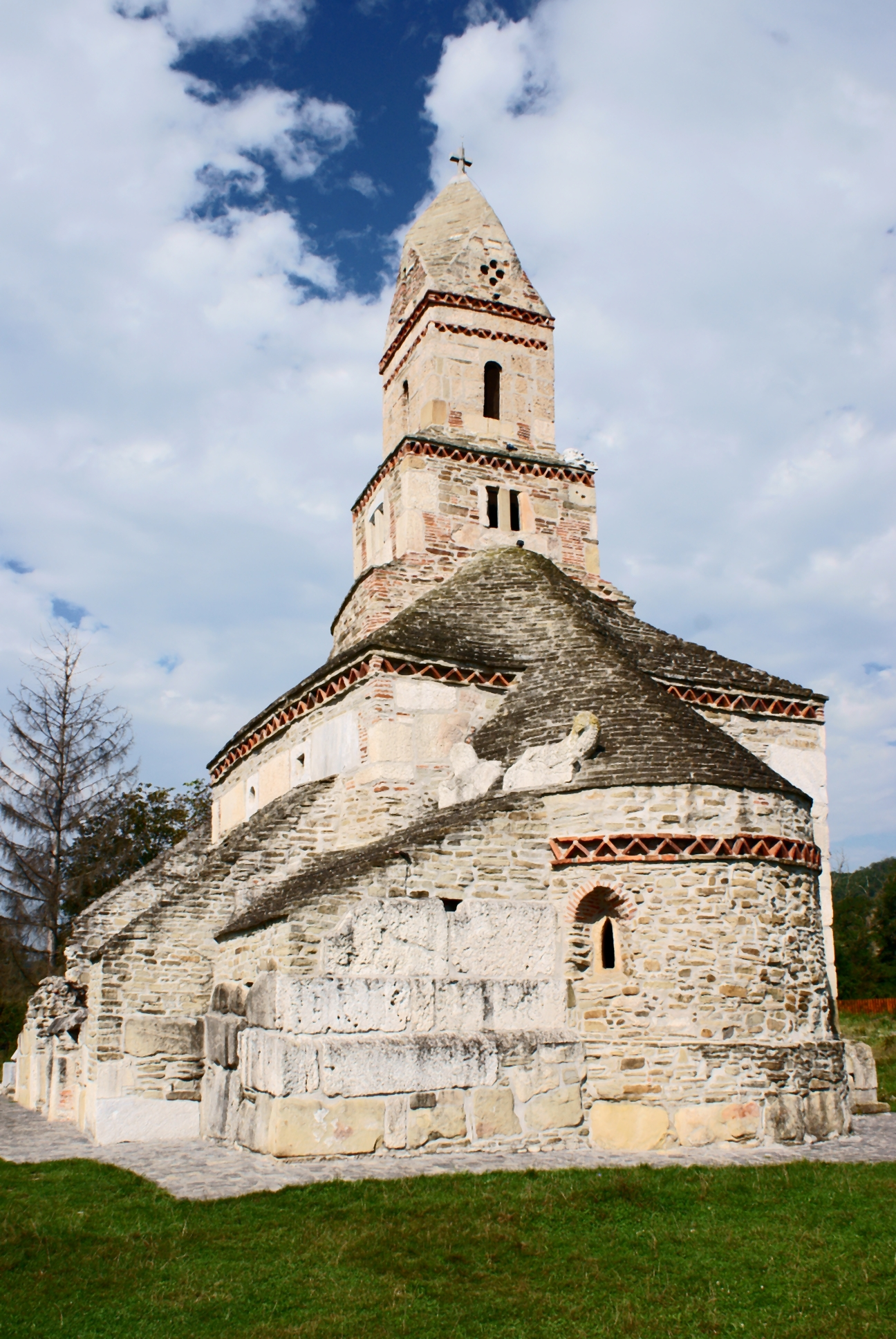
Középkori templom

## Látnivalók
- A demsusi templom.
- Mara-kúria.
- Nopcsa-kúria.

## Híres emberek
- Itt született 1837. november 19-én Aron Densușianu filológus.
- Itt született 1846. április 18-án Nicolae Densușianu, a mitikus dák civilizáció megkonstruálója.

## Képek

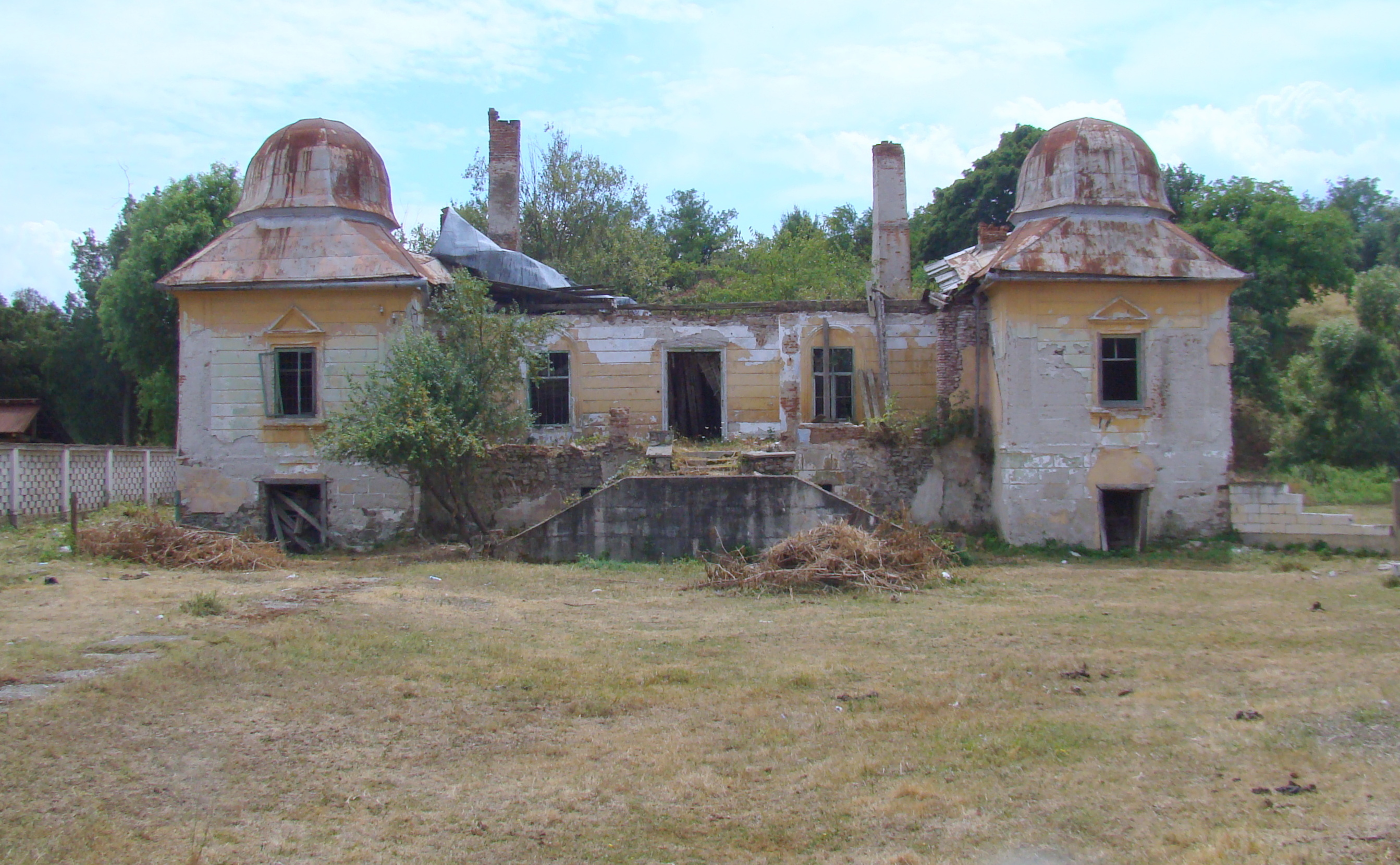
Nopcsa-udvarház
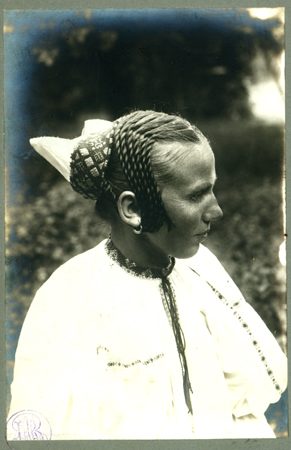
Demsusi asszonyok (Adler Lipót felvételei a 20. század elejéről)
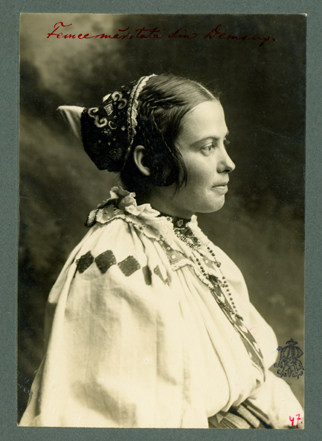